# Guardian Heroes
Guardian Heroes (ガーディアン ヒーローズ?, Gādian Hīrōzu) è un videogioco del genere picchiaduro a scorrimento sviluppato da Treasure e pubblicato da SEGA nel 1996 per Sega Saturn. Diretto da Masaki Ukyo, nel 2011 il titolo è stato distribuito tramite Xbox Live Arcade. Del gioco è stato realizzato nel 2004 un seguito per Game Boy Advance denominato Advance Guardian Heroes.